# Gisaburō Sugii
Gisaburō Sugii (杉井ギサブロー or 杉井儀三郎, Sugii Gisaburō) és un director d'anime i un artista nihonga nascut el 20 d'agost de 1940 a Numazu, prefactura de Shizuoka, Japó. Actualment és membre de l'estudi d'anime Group TAC, i principalment és conegut per la seva feina com a director de les sèries Touch i la pel·lícula Night on the Galactic Railroad. És membre de l'Associació de directors del Japó.

## Obra
Les principals obres llistades cronològicament són:
- Astro Boy (1963, productió, director d'animació, animació)
- Gokū no Daibōken (1967, director general)
- Dororo (1969, director general)
- Kanashimi no Belladonna (1973, director d'animació)
- Jack and the Beanstalk (1974, director)
- Son Gokū Silk Road o Tobu!! (1982, dissenyador de personatges, coordinador de producció)
- Nine (1983, director)
- Glass Mask (1984, director general)
- Night on the Galactic Railroad (1985, director)
- Touch (1985, director general)
- The Tale of Genji (1987, director)
- Hiatari Ryōkō! (1987, director)
- Nozomi Witches (1992, director)
- Street Fighter II: The Animated Movie (1994, director)
- Soar High! Isami (1995, director general)
- Street Fighter II V (1995, director)
- Lupin III: The Secret of Twilight Gemini (1996, director, guionista)
- Super Doll★Licca-chan (1998, director)
- Hi Damari no Ki (2000, director)
- Captain Tsubasa (2001, director general)
- Lament of the Lamb (2003, director)
- Arashi no Yoru Ni (2005, director, guionista)
- Cinnamoroll: The Movie (2007, director)
- Tetsuko no Tabi (2007, guió d'animació introductori)
- The Life of Guskou Budori (2012, director, escriptor, guionista)[1]